# 庫季伊夫齊
48°58′49″N 27°52′7″E / 48.98028°N 27.86861°E
庫季伊夫齊（烏克蘭語：Кудіївці），是烏克蘭的村落，位於該國西南部文尼察州，由日梅林卡區負責管轄，始建於1425年，面積2.26平方公里，海拔高度331米，2001年人口921，人口密度每平方公里407.52人。